# Tungku Jaya
Tungku Jaya is een bestuurslaag in het regentschap Ogan Komering Ulu van de provincie Zuid-Sumatra, Indonesië. Tungku Jaya telt 1254 inwoners (volkstelling 2010).